# Emma Taylor-Isherwood
Emma Rose Taylor-Isherwood (ur. 27 kwietnia 1987 w Toronto w Ontario w Kanadzie) – kanadyjska aktorka filmowa, telewizyjna i głosowa. Grała w wielu filmach i serialach, jednak najbardziej zasłynęła z roli Josie Trent i jej klona w serialu Dziwne przypadki w Blake Holsey High.
Jest starszą siostrą aktorki Sally Taylor-Isherwood.

## Filmografia
- 2006: Tata na święta (Me and Luke) jako Mama Luka
- 2002–2006: Dziwne przypadki w Blake Holsey High (Strange Days at Blake Holsey High) jako Josie Trent, klon Josie
- 2001: W krainie Niekończącej się opowieści (Tales From The Neverending Story) jako Olano
- 2001: Kroniki portowe (The Shipping News) jako Młoda Agnis
- 2000: Ultimate G's jako Laura
- 1999: Who Gets the House? jako Heidi Reece
- 1999: Mary Cassatt: An American Impressionist jako Elsie Cassatt
- 1999: Revenge of the Land jako Hilda Hawke
- 1999: Wampirzyca Mona (Mona the Vampire) jako Mona Parker (głos)
- 1999–2000: Czy boisz się ciemności? (Are You Afraid of the Dark?) jako Julie / Shelley